# Дальняя Валежная
Дальняя Валежная — гора на Южном Урале, в Челябинской области (Россия). Абсолютная высота — 734,9 метра.

## Описание
Гора Дальняя Валежная находится восточнее горы Медвежья, в 5 километрах к югу от станции Хребет. Её абсолютная высота — 734,9 метра. Вершина скалистая, окруженная курумниками. На ней расположена точка съёмочной сети.